# Містерії (роман)
«Місте́рії» (норв. Mysterier) — психологічний роман норвезького письменника Кнута Гамсуна, написаний у 1892 році. Твір розповідає про життя ексцентричного подорожнього Юхана Нільсена Нагеля і його взаємини з мешканцями провінційного містечка. Роман просякнутий психологізмом і таємничістю, іноді його жанр визначають як романтизм або модернізм. За мотивами твору знято однойменний художній фільм (1978).

## Історія
1890 року після тривалого періоду тяжких поневірянь і злиднів Кнут Гамсун видав свій перший великий твір — роман «Голод». Попри успіх цього видання його наклад розпродавався повільно, а гонорар у 210 крон письменник швидко витратив. Опинившись перед загрозою нових боргів, він приступив до втілення чергового літературного задуму.
Для письменницької роботи Кнут Гамсун приїхав у маленьке містечко Ліллесанн, чия назва перекладалась як «Маленький піщаний пляж». Втім, провінційна атмосфера письменникові не сподобалась і Кнут Гамсун охрестив містечко Філлесандом, тобто «Брудним пляжем». Ситуацію ускладнювало й те, що сусідом по готельному номеру письменника виявився скрипаль, який весь час награвав на своєму інструменті. Втім, у Кнута Гамсуна невдовзі з'явилась товаришка — англійка Меррі Данн, яка взялася перекласти «Голод» рідною мовою.
Що ж стосується літературного задуму, то він склався не відразу. Спочатку Кнут Гамсун почав укладати збірку оповідань, але був незадоволений першими результатами роботи і покинув спроби. Тоді він приступив до написання роману, в якому частково відбилась і навколишня дійсність. Робота над «Містеріями» тривала протягом 1890—1891 років. В цей час письменник паралельно створив статтю «Про неусвідомлене духовне життя», яку вважають своєрідним коментарем до роману «Голод». Крім того, йому часто доводилось покидати Ліллесанн заради виступів, які він робив у рамках лекційного туру Норвегією. На цей бурхливий період життя припалі дві закоханості молодого Гамсуна (обидві нещасливі). Задля завершення роботи над романом влітку 1891 року Кнут Гамсун переїхав до міста Сарпсборга. Восени по закінченню роботи над текстом письменник повернувся до столиці. Твір вийшов друком восени наступного 1892 року у данському видавництві Gyldendal Norsk Forlag Farrar, дислокованому в Копенгагені.

## Сюжет
У безіменному норвезькому містечку зупиняється ексцентричний подорожній в жовтому костюмі. Запізнившись на пароплав, він вирішує деякий час пожити у цій провінції. За кількома телеграмами, надісланими на ім'я нового постояльця, у готелі дізнаються, що його звуть Юхан Нільсен Нагель і що він володіє маєтком вартістю 62 тисячі крон. В свою чергу Нагель дізнається, що незадовго до його приїзду в містечку покінчив життя самогубством семінарист Карлсен, закоханий у красуню Дагні Х'єлан, чиї заручини з місцевим капітаном відбулися якраз у день прибуття Нагеля. Ввечері того ж дня Нагель знайомиться з місцевим юродивим на прізвисько Хвилинка. Рятуючи того від знущань повіреного Рейнерта, Юхан знайомиться з Хвилинкою ближче, він вражений смиренною приязню цієї зневаженої людини.
В подальшому Нагель втягується у повсякденне життя містечка: гуляє вулицями, відвідує похорон Карлсена, знайомиться з доктором Стенерсеном, а через нього — з Дагні Х'єллан, дружиною данського консула Фредерікою Андерсен, адвокатом Гансеном. Повсюди він привертає увагу своїм кричущим виглядом, невимушеною манерою спілкування, а також зовсім несподіваними одкровеннями і витівками. Він зізнається, що написав непристойного віршика на одному з надгробків; що замість скрипки у футлярі возить брудну білизну; що дотримується правих поглядів на противагу доктору Стенерсену, який позиціонує себе як соціаліст; що возить із собою в жилеті отруту, якою не збирається користуватися. У житті Нагеля є й інші сторони. За тиждень-другий він закохується у Дагні Х'єллан і наважується відкрити їй свої почуття. Заручена Дагні відхиляє кохання Нагеля, однак продовжує спілкуватись з новим знайомим. Крім того Нагель потай надає матеріальну допомогу Хвилинці та одинокій біднячці Марті Гуде, маскуючи її таким чином, що ті не здогадуються про благодійництво.
Втім, за Нагелем тягнеться слід якихось недомовок, у його діях відчувається прихована мотивація, до того ж він вражає здатністю відчувати людей і читати в їхніх душах приховані думки. Ця таємничість надає його постаті містичного відтінку. Мешканці міста гадають, хто він насправді: ексцентричний багатій на відпочинку, розпусний розбишака чи екзальтований божевільний? Раптом до нього навідується пані, що подорожує пароплавом. З їхньої розмови випливає, що вони були коханцями, і насправді загадкового готельного постояльця звуть зовсім не Нагель.
Тим часом через відмову Дагні Х'єллан Юхан вирішує накласти на себе руки, випивши отруту. Однак його намір зазнає краху. Виявляється, Хвилинка, отримавши в подарунок від Нагеля його жилет, вилив отруту, замінив її водою і повернув баночку власникові. Після цієї невдачі експресивна поведінка Нагеля повертає в інший бік. Він пропонує руку і серце Марті Гуде, якій щиро симпатизує. Однак Марта під впливом Дагні Х'єллан відмовляється від шлюбу і на деякий час зникає з міста. Зрештою Нагель топиться у морі. Через рік Дагні і Марта згадують, що Нагель точно розгадав темну сторону душі Хвилинки, який занапастив Марту.

## Аналіз твору
Жанр «Містерій» найчастіше визначають як психологічний роман, оскільки весь твір побудований на описі думок і відчуттів головного героя у всій їх запальності та непослідовності. Хоча оповідь ведеться від третьої особи, але події подані у такому вигляді, якими їх бачить Нагель, наче це він розповідає історію свого життя. Деякі літературознавці визначають стиль твору як модерністський або відносять його до жанру реалізму з огляду на те, що фантастичних подій у сюжеті власне немає. Дослідники творчості Гамсуна відмічають зв'язок між цим романом і такими творами Франца Кафки як «Замок» та «Опис однієї боротьби». Крім того, початок «Містерій» нагадує зав'язку роману «Ідіот» російського письменника Федора Достоєвського.
Кнут Гамсун наповнив роман безліччю натяків. Сам Нагель не знає достеменно про життя мешканців містечка, всі його міркування побудовані на здогадах, уривчастих спостереженнях, але при цьому виявляється, що всі вони були напрочуд точними. В свою чергу, автор пропонує читачеві в такий само спосіб проникнути в душу головного героя, даючи йому для цього відповідні інструменти: одкровення Нагеля, деякі суперечності в його діях, за якими можна здогадатися про наміри героя і навіть ім'я, яке деякі дослідники творчості Гамсуна розглядають як анаграму слова «божевільний». Проте до самого кінця оповіді залишається незрозумілою її розв'язка.
Романтичну лінію «Містерій» Кнут Гамсун втілив у двох сюжетних напрямах: це гаряча закоханість Нагеля у красуню Дагні Х'єллан — порядну, але певною мірою «рокову» юнку, як вже довела до загибелі семінариста Карлсена; і спокійне, психологічно зріле кохання до «сивої дівчини» Марти Гуде — передчасно посивілої, але все ще молодої жінки, яка приваблює Нагеля своєю чесністю. Спроба Нагеля побратися з Мартою є правильним виходом з життєвого тупика безперспективного кохання до Дагні, але ця жінка для нього занадто чиста, тому в коханні Нагеля до неї відчувається скорше повага, ніж пристрасть. Чистоту Марти підкреслює і облудна смиренність Хвилинки, за якою Нагель безпомилково вгадав приховані темні почуття. Недарма саме Хвилинка занапащує її долю. Зрештою непереборна закоханність Нагеля у Дагні бере верх і призводить до трагічного завершення життя.
Дослідники творчості Кнута Гамусна виявили в «Містеріях» автобіографічні елементи. Зокрема написання твору відбувалось на тлі двох нещасливих закоханостей письменника, а місце дії схоже на місце написання роману — містечко Ліллесанн. Крім того, погляди Нагеля також значною мірою відтворюють відношення автора до тогочасної політики і літератури. Наприклад, головний герой симпатизує правим силам, ярим прихильником правих течій у політиці був й сам Кнут Гамсун (згодом це виллється у його підтримку фашизму). Нагель також критикує Льва Толстого, як відомо, Кнут Гамсун також виступав з критикою реалістичної літератури.

## Значення
«Містерії» були прихильно сприйняті критиками і публікою . Цей роман значно вплинув на модерністську літературу початку XX століття. Російський письменник Даниїл Хармс взяв цитату із «Містерій» за епіграф для своєї повісті «Стара». Американський письменник Генрі Міллер у своєму романі «Колос Маруссійський» писав: «У світі мало книг, до яких я можу постійно повертатися, і одна з них — гамсунівські „Містерії“».
«Містерії» були перекладені іншими мовами ще за життя письменника. Українською роман вперше надрукували у 1930 році в Державному видавництві Україна. У 1978 році в Нідерландах за романом випущено художній фільм «Містерії» з Рутгером Гауером і Сільвією Крістель в головних ролях.